# 스티그안드레 베르게
스티그안드레 베르게(노르웨이어: Stig-André Berge, 1983년 7월 20일~)는 노르웨이의 전직 레슬링 선수이다. 올림픽에 3회 참가했으며 2016년 하계 올림픽 남자 그레코로만형 밴텀급 동메달을 획득했다. 또한 세계 선수권 대회에서 동메달 2개를 획득했다.

## 어린 시절과 개인사
베르게는 1987년 오슬로에서 태어났다. 아버지인 비에른도 레슬링 선수로 활동했으며 선수 시절 노르웨이 주니어 선수권 대회에서 우승했다. 어머니인 안 엘리사베트는 2016년에 암으로 사망했다.